# Робърт Чарлс Уилсън
Вижте пояснителната страница за други личности с името Робърт Уилсън.
Робърт Чарлс Уилсън (на английски: Robert Charles Wilson) е съвременен автор на научна фантастика.

## Биография
Роден е на 15 декември 1953 г. в Уитиър, Калифорния, САЩ, но израства в близост до Торонто, Канада и през 2007 г. става канадски гражданин.

### Серия „Ускорение“
- Spin (2005)
„Ускорение“, изд.: ИК „Бард“, 2006 г., ISBN 954-585-739-0
- Axis (2007)
- Vortex (2011)

### Самостоятелни романи
- A Hidden Place (1986)[1]
- Memory Wire (1987)
- Gypsies (1988)
- The Divide (1990)
- A Bridge of Years (1991)
- The Harvest (1992)
- Mysterium (1994)
- Darwinia (1998)
„Дарвиния“, изд.: ИК „Бард“, 2009 г., ISBN 978-954-655-056-9
- Bios (1999)
- The Chronoliths (2001)
„Хронолитите“, изд.: ИК „Бард“, 2007 г., ISBN 954-585-812-3
- Blind Lake (2003)
- Julian Comstock: A Story of 22nd-Century America (2009)
- Burning Paradise (2013)
- The Affinities (2015)
- Last Year (2016)

## Награди
- „Хюго“ за най-добър роман през 2006 г. за „Ускорение“